# Waldbaum's Hamlet Cup 2000 - Qualificazioni doppio
Le qualificazioni del doppio  del Waldbaum's Hamlet Cup 2000 sono state un torneo di tennis preliminare per accedere alla fase finale della manifestazione. I vincitori dell'ultimo turno sono entrati di diritto nel tabellone principale. In caso di ritiro di uno o più giocatori aventi diritto a questi sono subentrati i lucky loser, ossia i giocatori che hanno perso nell'ultimo turno ma che avevano una classifica più alta rispetto agli altri partecipanti che avevano comunque perso nel turno finale.
Le qualificazioni del doppio del torneo Waldbaum's Hamlet Cup 2000 prevedevano 4 coppie partecipanti di cui una è entrata nel tabellone principale.

## Teste di serie
1. Thomas Shimada /  Myles Wakefield (primo turno)

1. Antonio Prieto /  Jack Waite (primo turno)

## Qualificati
1. Julien Boutter  /   Fabrice Santoro

## Tabellone

### Legenda
| - Q = Qualificato - WC = Wild card - LL = Lucky loser | - ALT = Alternate - SE = Special Exempt - PR = Protected Ranking | - w/o = Walkover - r = Ritirato - d = Squalificato |

|  | Primo turno | Primo turno                    | Primo turno                | Primo turno | Primo turno |  |  | Ultimo turno                   | Ultimo turno                   | Ultimo turno                   | Ultimo turno | Ultimo turno |  |
|  |             |                                |                            |             |             |  |  |                                |                                |                                |              |              |  |
|  |             | Julien Boutter Fabrice Santoro | 3                          | 7           | 7           |  |  |                                |                                |                                |              |              |  |
|  | 1           | Thomas Shimada Myles Wakefield | 6                          | 64          | 68          |  |  | Julien Boutter Fabrice Santoro | Julien Boutter Fabrice Santoro | Julien Boutter Fabrice Santoro | 7            | 7            |  |
|  |             | Mark Merklein Vince Spadea     | Mark Merklein Vince Spadea | 6           | 6           |  |  | Mark Merklein Vince Spadea     | Mark Merklein Vince Spadea     | Mark Merklein Vince Spadea     | 65           | 5            |  |
|  | 2           | Antonio Prieto Jack Waite      | Antonio Prieto Jack Waite  | 2           | 3           |  |  |                                |                                |                                |              |              |  |